# Julius Wagner-Jauregg
Julius Wagner-Jauregg, född 7 mars 1857 i Wels i Oberösterreich, död 27 september 1940 i Wien, var en österrikisk läkare som 1927 belönades med Nobelpriset i fysiologi eller medicin.

## Biografi
Wagner-Jauregg, som var psykiater, var professor i Graz och Wien till 1928. Han tilldelades 1927 Nobelpriset i fysiologi eller medicin för sin utveckling av malariaterapi som behandling för neurosyfilis, det tredje sjukdomsstadiet av infektion med syfilis.
Nobelkommittén motiverade priset bland annat med följande:
How then did Wagner-Jauregg proceed to heal the unfortunate victims of this terrible disease? There is a saying «one must expel evil with evil» that might aptly have been coined as a motto for his treatment of paralysis. He healed the mental patients by infecting them with another disease — malaria.
Översatt till svenska:
Vad gjorde Wagner-Jauregg för att bota de olyckliga offren för denna fruktansvärda sjukdom? Det finns ett ordstäv som lyder «ont ska med ont fördrivas« som kan anges som motto för hans behandling av [neurosyfilis-] förlamning. Han botade de mentalt angripna patienterna genom att infektera dem med en annan sjukdom — malaria.
Wagner-Jauregg invaldes 1927 som utländsk ledamot nummer 717 av Kungliga Vetenskapsakademien.